# رينا أوهارا
رينا أوهارا (باليابانية: 上原れな؛ بالكانا: うえはら れな) هي ملحنة وكاتبة غنائية ومغنية يابانية، ولدت في 12 أغسطس 1986 في أماغاساكي في اليابان.

## وصلات خارجية
- الموقع الرسمي
- رينا أوهارا على موقع ميوزك برينز (الإنجليزية)